# Estado de Greenberger-Horne-Zeilinger
Na física, na área da teoria da informação quântica, um estado de Greenberger-Horne-Zeilinger (estado GHZ) é um certo tipo de estado quântico emaranhado que envolve pelo menos três subsistemas (estados de partículas ou qubits). Foi estudado pela primeira vez por Daniel Greenberger, Michael Horne e Anton Zeilinger em 1989. Propriedades extremamente clássicas do estado foram observadas.

## Definição
O estado GHZ é um estado quântico emaranhado de subsistemas M > 2. Se cada sistema tiver dimensão {\displaystyle d}, ou seja, o espaço de Hilbert local é isomórfico a {\displaystyle \mathbb {C} ^{d}}, então o espaço de Hilbert total do sistema de partição M é {\displaystyle {\mathcal {H}}_{tot}=(\mathbb {C} ^{d})^{\otimes M}}.Esse estado de GHZ também é chamado de estado GHZ qubit de partição {\displaystyle M}, ele lê
{\displaystyle |\mathrm {GHZ} \rangle ={\frac {1}{\sqrt {d}}}\sum _{i=0}^{d-1}|i\rangle \otimes \cdots \otimes |i\rangle ={\frac {1}{\sqrt {d}}}(|0\rangle \otimes \cdots \otimes |0\rangle +\cdots +|d-1\rangle \otimes \cdots \otimes |d-1\rangle )}.
No caso de cada um dos subsistemas ser bidimensional, ou seja, para qubits, ele lê
{\displaystyle |\mathrm {GHZ} \rangle ={\frac {|0\rangle ^{\otimes M}+|1\rangle ^{\otimes M}}{\sqrt {2}}}.}
Em palavras simples, é uma superposição quântica de todos os subsistemas que estão no estado 0 com todos eles no estado 1 (os estados 0 e 1 de um único subsistema são totalmente distinguíveis). O estado GHZ é um estado quântico emaranhado maximamente.
O mais simples é o estado de 3 qubit GHZ:
{\displaystyle |\mathrm {GHZ} \rangle ={\frac {|000\rangle +|111\rangle }{\sqrt {2}}}.}
Este estado não é biseparável e é o representante de uma das duas classes não biseparáveis dos estados de 3 qubit (o outro é o estado W), que não pode ser transformado (nem probabilisticamente) entre si por operações quânticas locais.
Portanto{\displaystyle |\mathrm {GHZ} \rangle } e {\displaystyle |W\rangle } representam dois tipos muito diferentes de envolvimento tripartido.
O estado W é, em certo sentido, "menos enredado" que o estado GHZ; no entanto, esse emaranhado é, de certo modo, mais robusto contra medições de partículas únicas, pois, para um N-qubit do estado W, um emaranhado estado (N − 1)-qubit permanece após uma medição de partícula única.  Por outro lado, certas medidas no estado GHZ o colapsam em uma mistura ou em um estado puro.